# Bronschhofen
Bronschhofen est une localité et une ancienne commune suisse du canton de Saint-Gall, située dans la circonscription électorale de Wil. 

## Histoire

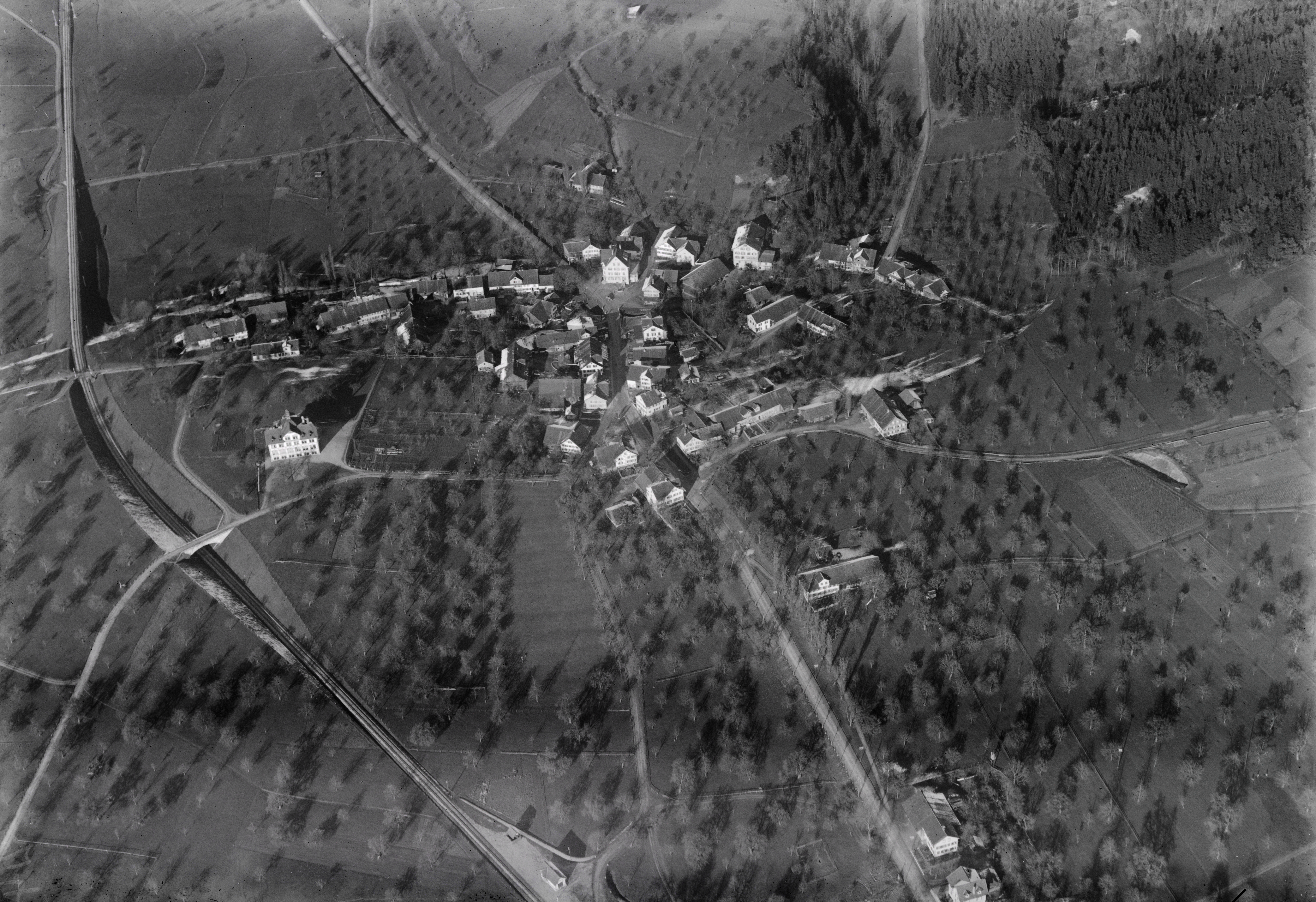
Photo aérienne prise à 500 m par Walter Mittelholzer (1923)

Le 1er janvier 2013, la commune a été intégrée dans celle de Wil.